# Rosh Tzurim
Rosh Tzurim (en hebreu: ראש צורים) és un assentament israelià i un kibutz sionista religiós situat a Palestina, en els territoris ocupats per Israel, a l'Àrea de Judea i Samaria (Cisjordània).

## Història
El kibutz va ser establert 1969, i està situat a uns 20 kilometres al sud de Jerusalem, a 3,9 kilometres de la Línia Verda, darrere d'un mur de seguretat: la barrera israeliana de Cisjordània. El kibutz és un membre del Moviment del Kibutz Religiós. Pertany a la jurisdicció del Consell Regional de Gush Etzion. El 2017 tenia una població de 934 persones. La comunitat internacional considera que els assentaments israelians són il·legals segons el dret internacional, però el govern israelià no està d'acord amb aquesta afirmació.
Segons l'Institut de Recerca Aplicada de Jerusalem (ARIJ) per les seves inicials en anglès, l'estat sionista d'Israel ha confiscat els terrenys de dues poblacions palestines properes, per construir l'assentament de Rosh Tzurim: 110 dunams de terra van ser presos del llogaret palestí de Nahalin, mentre que 780 dunams de terreny van ser presos del llogaret palestí de Khirbet Beit Zakariyah.
L'assentament va ser establert el 1969 per membres de l'organització d'exploradors sionistes religiosos Bnei Akiva, (els fills d'Akiva) i per soldats de la Brigada Nahal.
Rosh Tzurim està situat prop d'un pujol que anteriorment havia estat ocupada per Ein Tzurim, un kibutz destruït durant la Guerra d'Independència d'Israel (el 1948) per part de la Legió Àrab Jordana, i que més tard va ser reconstruït a la regió de Lakhish. Rosh Tzurim va passar per un procés de privatització, primer mitjançant el lloguer de les cases disponibles, i més tard mitjançant la construcció d'un barri residencial, Nof Tzurim.

## Economia
El kibutz cria gall d'indi, produeix llet, cull fruites, i conrea raïm per fer vi.